# Corendon Airlines

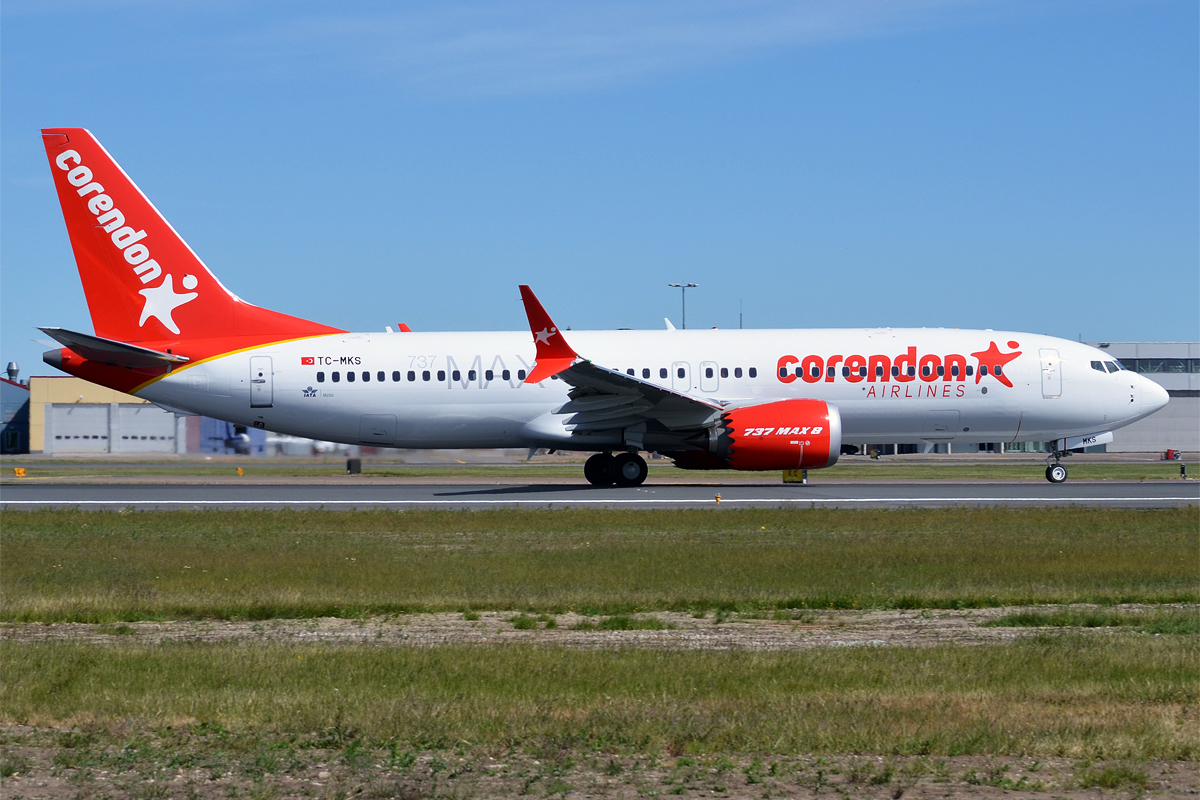
Boeing 737 MAX 8 w barwach linii Corendon

Corendon Airlines – turecka czarterowa linia lotnicza z siedzibą w Antalyi. Głównym węzłem jest port lotniczy Antalya. Linia powstała w 2004, a pierwsze loty rozpoczęły się w kwietniu 2005.
W 2010 linia powołała swój holenderski oddział Corendon Dutch Airlines. Z lotów czarterowych linii korzystają biura podróży, w tym Rainbow Tours.

## Flota
Według stanu na listopad 2024 flota Corendon Airlines składała się z 15 samolotów o średnim wieku 9,6 lat:
| Samolot          | Samolot | Samolot   | Liczba miejsc | Uwagi |
| Model            | Aktywne | Zamówione | Liczba miejsc | Uwagi |
| ---------------- | ------- | --------- | ------------- | ----- |
| Boeing 737-800   | 9       | -         | 189           |       |
| Boeing 737 MAX 8 | 6       | -         | 189           |       |
| Łącznie          | 15      | 0         |               |       |